# 642
642 (DCXLII) je bilo navadno leto, ki se je po julijanskem koledarju začelo na torek.

## Dogodki
- 24. november - Teodor I. postane papež
- Arabci pod vodstvom kalifa Omarja osvojijo Egipt